# Forêt de Reghaïa
Forêt de Reghaïa är en skog i Algeriet.   Den ligger i provinsen Alger, i den norra delen av landet, 30 km öster om huvudstaden Alger.